# فایلبینگرت
فایلبینگرت (به آلمانی: Feilbingert) یک شهر در آلمان است که در باد کرویتسناخ واقع شده‌است. فایلبینگرت ۱٬۷۴۳ نفر جمعیت دارد.